# Подорож по Маркет стріт
Подорож по Маркет Стріт — це 13-хвилинний фільм, який був записаний, розмістивши відеокамеру на передній частині канатної дороги, коли вона проїхала Маркет-стріт у Сан-Франциско. Фільм показує багато деталей повсякденного життя у великому американському місті початку 20 століття, включаючи транспорт, моди й архітектуру епохи. Фільм починається на 8-й вулиці й продовжується на схід до вертушки канатної дороги, в Ембаркадеро, перед поромною будівлею. Орієнтири, що пройшли у другій половині першої половини, включають будівлю викликів (тоді найвища у Сан-Франциско) і палацовий готель (обидва на правій стороні, фонтан Лотта зліва між ними, але знаходиться в тіні). Фільм був створений чотирма братами Майлза: Гаррі, Гербертом, Ерлом і Джо. Це заслуговує на увагу захоплення Сан-Франциско за чотири дні до руйнівного землетрусу і пожежі, яке почалося вранці в середу, 18 квітня 1906 року.
Брати Майлз випускали фільми в Нью-Йорку, включаючи фільми, зняті в Сан-Франциско. У вересні 1905 року вони знімали бій між "Оскаром" Нелсоном і Джиммі Бріттом в Колмі, Каліфорнія, на південь від меж міста Сан-Франциско. Брати Майлза заснували студію на вулиці Маркет-стріт 1139 в Сан-Франциско на початку 1906 року. Вони знімали спуск на залізниці вниз на гору Тамалпаїс, а також у фільм Market Street. 17 квітня Гаррі і Джо Майлз увійшли в поїзд до Нью-Йорка, взявши з собою два фільми, але вони почули про землетрус і відправили фільми в Нью-Йорк, коли вони сіли на інший поїзд, що прямував назад до Сан-Франциско. Будинок турецької вулиці Ерла Майлса пережив землетрус і наступний катастрофічний вогонь, але студія не зробила цього. Брати Майлз засновували свій бізнес з дому Ерла і знімали більше фільмів після землетрусів; Деякі з цих відеозаписів, у тому числі з другої поїздки по нині зруйнованій вулиці Маркет, знову з'явилися у 2016 році. Цілком імовірно, що фільм Street Street виживає сьогодні, тому що він був відправлений перед вогнем.
Кілька 35-мм відбитків існують з невеликими змінами у відзнятому матеріалі. Копії проводяться в Бібліотеці Конгресу та архівах Прелінгер. Цифрову версію можна переглянути в Інтернеті в Інтернеті, YouTube та Wikimedia Commons. У 2010 році фільм був обраний для збереження в Національному реєстрі фільмів Бібліотекою Конгресу.

## Автомобільний Рух
Фільм записує в цілому тридцять канатних доріг, чотири постріли й чотири трамваї. Спочатку також з'являються багато автомобілів; однак, ретельне відстеження показує, що майже всі автомобілі обертають камеру багато разів — один з них десять разів. Цей трафік, очевидно, був поставлений виробником, щоб дати вулиці Маркету появі процвітаючого сучасного бульвару з багатьма автомобілями. Насправді в 1905 році автомобіль був ще чимсь новизна в Сан-Франциско, з конями багі, вози, фургони й вагони, що є спільними приватними й діловими автомобілями. Близько повна відсутність контролю руху по вулиці Маркету підкреслює новизну автомобіля.

## Визначення Дати
Спочатку вважалося, що фільм був зроблений у вересні або жовтні 1905 року, виходячи з кутів тіней, що показують положення сонця. Історик фільму Девід Кіхн помітив, що на вулиці бачили калюжі води, і після того, як він оглянув сучасні газети й погоду, він зрозумів, що ранні оцінки були неправильними: в ці місяці не було дощу. Kiehn розмістив запис лютого 1906 реєстрації для автомобіля номерний знак записаний у плівці, та він знайшов що кут сонця б був той же у березні як це було у вересні. У 2009 році Кіхн запропонував, що в кінці березня або на початку квітня 1906 року було знято "Марш-стріт-стріт", час, про який повідомлялося багато дощових днів. Він знайшов рекламу фільму, опублікованого в Нью-Йоркському кліпері 28 квітня 1906 року, в якому говорилося, що фільм був знятий "всього за тиждень до повного знищення кожної будівлі, показаної на картинці", хоча це було кілька гіперболічних за твердженням, що ряд будівель, які бачили у фільмі, були сильно пошкоджені й пізніше відремонтовані. Якщо заява «одного тижня» була правильною, то фільм був би знятий 11 квітня. Кіхн також знайшов газету Сан-Франциско, опубліковану 29 березня 1906 року, описуючи намір братів Майлза знімати на борту канатної дороги. ] У жовтні 2010 року Кіхн був включений до 60 хвилинного сегмента, в якому обговорювалася історіографія фільму, особливо проблема знайомства з ним. У 2011 році Річард Грін, інженер з Bio-Rad Laboratories, опублікував дослідження з датою виходу фільму з 24 по 30 березня 1906 року, засновану на тому, як сонце викидає чіткі тіні на Поромну будівлю. Грін підтвердив, що фільм був знятий приблизно о 3:17 вдень, на базі годинника Ferry Building. Грін зазначає, що його розрахунковий діапазон дат узгоджується з висновками Кіна, але не узгоджується з датою 14 квітня, яка була опублікована у 2011 році Інтернет-баз даних фільмів без додаткового посилання. Він також зазначає, що його діапазон дат близько трьох тижнів до землетрусу, що не відповідає претензії «одного тижня» в рекламі «Нью-Йорк Кліпер». Подальшим джерелом каталогу AFI's Holdings 1978 вважається фільм з 1902 року, а не 1906 року. Це є найбільш певно неправильне тому, що деякі з автомобілів ragtop або bonnets котрий були не спільність у 1902. Багато автомобілів 1902 досі були значною мірою відкриті — провітрили та багато досі levered-спрямовуючий.

## Використання в Інших Творах
Відео було використано в музичних відеороликах компанії Quantic і Air (неофіційно). Існує некомерційна мобільна гра з тим же заголовком на iOS і Android на основі фільму.
1. ↑  Person Profile // A Trip Down Market Street Before the Fire (1906): Technical Specifications — 1990.